# Ramin Rezaeian
Ramin Rezaeiansemeskandi, noto semplicemente come Ramin Rezaeian (in persiano رامین رضائیان سمسکندی‎; Teheran, 21 marzo 1990) è un calciatore iraniano, difensore del Esteghlal e della nazionale iraniana.

## Carriera

### Nazionale
Ha esordito in nazionale il 4 gennaio 2015 nell'amichevole vinta contro l'Iraq per 1-0, e pochi giorni dopo è stato convocato per la Coppa d'Asia, in cui lui non scende mai in campo e il Team Melli esce proprio contro l'Iraq ai quarti di finale dopo i calci di rigore.
Diviene in poco tempo un punto fermo nella formazione allenata da Carlos Queiroz, venendo poi convocato per i Mondiali 2018, in cui (al contrario della Coppa d'Asia 2015) scende in campo in tutte e 3 le occasioni disponibili giocando tutti i 270 minuti della selezione persiana eliminata al primo turno.

## Statistiche

### Cronologia presenze e reti in nazionale
| Cronologia completa delle presenze e delle reti in nazionale ― Iran | Cronologia completa delle presenze e delle reti in nazionale ― Iran | Cronologia completa delle presenze e delle reti in nazionale ― Iran | Cronologia completa delle presenze e delle reti in nazionale ― Iran | Cronologia completa delle presenze e delle reti in nazionale ― Iran | Cronologia completa delle presenze e delle reti in nazionale ― Iran | Cronologia completa delle presenze e delle reti in nazionale ― Iran | Cronologia completa delle presenze e delle reti in nazionale ― Iran |
| Data                                                                | Città                                                               | In casa                                                             | Risultato                                                           | Ospiti                                                              | Competizione                                                        | Reti                                                                | Note                                                                |
| ------------------------------------------------------------------- | ------------------------------------------------------------------- | ------------------------------------------------------------------- | ------------------------------------------------------------------- | ------------------------------------------------------------------- | ------------------------------------------------------------------- | ------------------------------------------------------------------- | ------------------------------------------------------------------- |
| 4-1-2015                                                            | Wollongong                                                          | Iraq                                                                | 0 – 1                                                               | Iran                                                                | Amichevole                                                          | -                                                                   |                                                                     |
| 26-3-2015                                                           | Sankt Pölten                                                        | Iran                                                                | 2 – 0                                                               | Cile                                                                | Amichevole                                                          | -                                                                   | 90’                                                                 |
| 31-3-2015                                                           | Solna                                                               | Svezia                                                              | 3 – 1                                                               | Iran                                                                | Amichevole                                                          | -                                                                   | 79’                                                                 |
| 3-9-2015                                                            | Teheran                                                             | Iran                                                                | 6 – 0                                                               | Guam                                                                | Qual. Mondiali 2018                                                 | -                                                                   | 64’                                                                 |
| 13-10-2015                                                          | Teheran                                                             | Iran                                                                | 1 – 1                                                               | Giappone                                                            | Amichevole                                                          | -                                                                   |                                                                     |
| 12-11-2015                                                          | Teheran                                                             | Iran                                                                | 3 – 1                                                               | Turkmenistan                                                        | Qual. Mondiali 2018                                                 | -                                                                   |                                                                     |
| 17-11-2015                                                          | Dededo                                                              | Guam                                                                | 0 – 6                                                               | Iran                                                                | Qual. Mondiali 2018                                                 | 1                                                                   |                                                                     |
| 24-3-2016                                                           | Teheran                                                             | Iran                                                                | 4 – 0                                                               | India                                                               | Qual. Mondiali 2018                                                 | -                                                                   |                                                                     |
| 29-3-2016                                                           | Teheran                                                             | Iran                                                                | 2 – 0                                                               | Oman                                                                | Qual. Mondiali 2018                                                 | -                                                                   |                                                                     |
| 2-6-2016                                                            | Skopje                                                              | Macedonia                                                           | 1 – 3                                                               | Iran                                                                | Amichevole                                                          | -                                                                   |                                                                     |
| 1-9-2016                                                            | Teheran                                                             | Iran                                                                | 2 – 0                                                               | Qatar                                                               | Qual. Mondiali 2018                                                 | -                                                                   | 87’                                                                 |
| 6-9-2016                                                            | Shenyang                                                            | Cina                                                                | 0 – 0                                                               | Iran                                                                | Qual. Mondiali 2018                                                 | -                                                                   |                                                                     |
| 6-10-2016                                                           | Tashkent                                                            | Uzbekistan                                                          | 0 – 1                                                               | Iran                                                                | Qual. Mondiali 2018                                                 | -                                                                   |                                                                     |
| 11-10-2016                                                          | Teheran                                                             | Iran                                                                | 1 – 0                                                               | Corea del Sud                                                       | Qual. Mondiali 2018                                                 | -                                                                   |                                                                     |
| 11-11-2016                                                          | Shah Alam                                                           | Papua Nuova Guinea                                                  | 1 – 8                                                               | Iran                                                                | Amichevole                                                          | 1                                                                   |                                                                     |
| 15-11-2016                                                          | Paroi                                                               | Siria                                                               | 0 – 0                                                               | Iran                                                                | Qual. Mondiali 2018                                                 | -                                                                   |                                                                     |
| 28-3-2017                                                           | Teheran                                                             | Iran                                                                | 1 – 0                                                               | Cina                                                                | Qual. Mondiali 2018                                                 | -                                                                   | 80’                                                                 |
| 4-6-2017                                                            | Podgorica                                                           | Montenegro                                                          | 1 – 2                                                               | Iran                                                                | Amichevole                                                          | -                                                                   |                                                                     |
| 12-6-2017                                                           | Teheran                                                             | Iran                                                                | 2 – 0                                                               | Uzbekistan                                                          | Qual. Mondiali 2018                                                 | -                                                                   |                                                                     |
| 31-8-2017                                                           | Seul                                                                | Corea del Sud                                                       | 0 – 0                                                               | Iran                                                                | Qual. Mondiali 2018                                                 | -                                                                   |                                                                     |
| 5-9-2017                                                            | Teheran                                                             | Iran                                                                | 2 – 2                                                               | Siria                                                               | Qual. Mondiali 2018                                                 | -                                                                   |                                                                     |
| 10-10-2017                                                          | Kazan'                                                              | Russia                                                              | 1 – 1                                                               | Iran                                                                | Amichevole                                                          | -                                                                   | 83’                                                                 |
| 9-11-2017                                                           | Graz                                                                | Panama                                                              | 1 – 2                                                               | Iran                                                                | Amichevole                                                          | -                                                                   | 59’                                                                 |
| 13-11-2017                                                          | Nimega                                                              | Venezuela                                                           | 0 – 1                                                               | Iran                                                                | Amichevole                                                          | -                                                                   |                                                                     |
| 17-3-2018                                                           | Teheran                                                             | Iran                                                                | 4 – 0                                                               | Sierra Leone                                                        | Amichevole                                                          | -                                                                   | 60’                                                                 |
| 23-3-2018                                                           | Radès                                                               | Tunisia                                                             | 1 – 0                                                               | Iran                                                                | Amichevole                                                          | -                                                                   |                                                                     |
| 28-5-2018                                                           | Graz                                                                | Turchia                                                             | 2 – 1                                                               | Iran                                                                | Amichevole                                                          | -                                                                   |                                                                     |
| 8-6-2018                                                            | Mosca                                                               | Iran                                                                | 1 – 0                                                               | Lituania                                                            | Amichevole                                                          | -                                                                   | 46’                                                                 |
| 15-6-2018                                                           | San Pietroburgo                                                     | Marocco                                                             | 0 – 1                                                               | Iran                                                                | Mondiali 2018 - 1º turno                                            | -                                                                   |                                                                     |
| 20-6-2018                                                           | Kazan'                                                              | Iran                                                                | 0 – 1                                                               | Spagna                                                              | Mondiali 2018 - 1º turno                                            | -                                                                   |                                                                     |
| 25-6-2018                                                           | Saransk                                                             | Iran                                                                | 1 – 1                                                               | Portogallo                                                          | Mondiali 2018 - 1º turno                                            | -                                                                   |                                                                     |
| 15-11-2018                                                          | Teheran                                                             | Iran                                                                | 1 – 0                                                               | Trinidad e Tobago                                                   | Amichevole                                                          | -                                                                   | 77’                                                                 |
| 20-11-2018                                                          | Doha                                                                | Iran                                                                | 1 – 1                                                               | Venezuela                                                           | Amichevole                                                          | -                                                                   | 74’                                                                 |
| 24-12-2018                                                          | Doha                                                                | Iran                                                                | 1 – 1                                                               | Palestina                                                           | Amichevole                                                          | -                                                                   |                                                                     |
| 31-12-2018                                                          | Doha                                                                | Qatar                                                               | 1 – 2                                                               | Iran                                                                | Amichevole                                                          | -                                                                   | 67’                                                                 |
| 7-1-2019                                                            | Abu Dhabi                                                           | Iran                                                                | 5 – 0                                                               | Yemen                                                               | Coppa d'Asia 2019 - 1º turno                                        | -                                                                   | 39’                                                                 |
| 20-1-2019                                                           | Abu Dhabi                                                           | Iran                                                                | 2 – 0                                                               | Oman                                                                | Coppa d'Asia 2019 - Ottavi di finale                                | -                                                                   |                                                                     |
| 24-1-2019                                                           | Abu Dhabi                                                           | Cina                                                                | 0 – 3                                                               | Iran                                                                | Coppa d'Asia 2019 - Quarti di finale                                | -                                                                   |                                                                     |
| 28-1-2019                                                           | al-'Ayn                                                             | Iran                                                                | 0 – 3                                                               | Giappone                                                            | Coppa d'Asia 2019 - Semifinale                                      | -                                                                   |                                                                     |
| 6-6-2019                                                            | Doha                                                                | Iran                                                                | 5 – 0                                                               | Siria                                                               | Amichevole                                                          | -                                                                   | 77’                                                                 |
| 11-6-2019                                                           | Seul                                                                | Corea del Sud                                                       | 1 – 1                                                               | Iran                                                                | Amichevole                                                          | -                                                                   |                                                                     |
| 10-9-2019                                                           | Hong Kong                                                           | Hong Kong                                                           | 0 – 2                                                               | Iran                                                                | Qual. Mondiali 2022                                                 | -                                                                   |                                                                     |
| 10-10-2019                                                          | Teheran                                                             | Iran                                                                | 14 – 0                                                              | Cambogia                                                            | Qual. Mondiali 2022                                                 | -                                                                   |                                                                     |
| 15-10-2019                                                          | Riffa                                                               | Bahrein                                                             | 1 – 0                                                               | Iran                                                                | Qual. Mondiali 2022                                                 | -                                                                   |                                                                     |
| 14-11-2019                                                          | Amman                                                               | Iraq                                                                | 2 – 1                                                               | Iran                                                                | Qual. Mondiali 2022                                                 | -                                                                   |                                                                     |
| 10-11-2022                                                          | Tehran                                                              | Iran                                                                | 1 – 0                                                               | Nicaragua                                                           | Amichevole                                                          | -                                                                   |                                                                     |
| 25-11-2022                                                          | Al Rayyan                                                           | Galles                                                              | 0 – 2                                                               | Iran                                                                | Mondiali 2022 - 1º turno                                            | 1                                                                   | 90+5’                                                               |
| 29-11-2022                                                          | Doha                                                                | Iran                                                                | 0 – 1                                                               | Stati Uniti                                                         | Mondiali 2022 - 1º turno                                            | -                                                                   |                                                                     |
| 23-3-2023                                                           | Teheran                                                             | Iran                                                                | 1 – 1                                                               | Russia                                                              | Amichevole                                                          | -                                                                   | 88’                                                                 |
| 28-3-2023                                                           | Tehran                                                              | Iran                                                                | 2 – 1                                                               | Kenya                                                               | Amichevole                                                          | 1                                                                   | 46’                                                                 |
| 13-6-2023                                                           | Biškek                                                              | Iran                                                                | 6 – 1                                                               | Afghanistan                                                         | CAFA Nations Cup 2023 - 1º turno                                    | -                                                                   | 68’                                                                 |
| 16-6-2023                                                           | Biškek                                                              | Kirghizistan                                                        | 1 – 5                                                               | Iran                                                                | CAFA Nations Cup 2023 - 1º turno                                    | -                                                                   | 76’                                                                 |
| 20-6-2023                                                           | Tashkent                                                            | Uzbekistan                                                          | 0 – 1                                                               | Iran                                                                | CAFA Nations Cup 2023 - Finale                                      | -                                                                   | 89’                                                                 |
| 7-9-2023                                                            | Plovdiv                                                             | Bulgaria                                                            | 0 – 1                                                               | Iran                                                                | Amichevole                                                          | -                                                                   |                                                                     |
| 13-10-2023                                                          | Amman                                                               | Giordania                                                           | 1 – 3                                                               | Iran                                                                | Amichevole                                                          | -                                                                   |                                                                     |
| 17-10-2023                                                          | Amman                                                               | Iran                                                                | 4 – 0                                                               | Qatar                                                               | Amichevole                                                          | -                                                                   |                                                                     |
| 16-11-2023                                                          | Teheran                                                             | Iran                                                                | 4 – 0                                                               | Hong Kong                                                           | Qual. Mondiali 2026                                                 | 1                                                                   |                                                                     |
| 21-11-2023                                                          | Tashkent                                                            | Uzbekistan                                                          | 2 – 2                                                               | Iran                                                                | Qual. Mondiali 2026                                                 | 1                                                                   |                                                                     |
| 14-1-2024                                                           | Al Rayyan                                                           | Iran                                                                | 4 – 1                                                               | Palestina                                                           | Coppa d'Asia 2023 - 1º turno                                        | -                                                                   | 80’                                                                 |
| 19-1-2024                                                           | Al Rayyan                                                           | Hong Kong                                                           | 0 – 1                                                               | Iran                                                                | Coppa d'Asia 2023 - 1º turno                                        | -                                                                   |                                                                     |
| 23-1-2024                                                           | Al Rayyan                                                           | Iran                                                                | 2 – 1                                                               | Emirati Arabi Uniti                                                 | Coppa d'Asia 2023 - 1º turno                                        | -                                                                   | 44’                                                                 |
| 31-1-2024                                                           | Doha                                                                | Iran                                                                | 1 – 1 dts (5 – 3 dtr)                                               | Siria                                                               | Coppa d'Asia 2023 - Ottavi di finale                                | -                                                                   |                                                                     |
| 3-2-2024                                                            | Al Rayyan                                                           | Iran                                                                | 2 – 1                                                               | Giappone                                                            | Coppa d'Asia 2023 - Quarti di finale                                | -                                                                   |                                                                     |
| 7-2-2024                                                            | Doha                                                                | Iran                                                                | 2 – 3                                                               | Qatar                                                               | Coppa d'Asia 2023 - Semifinale                                      | -                                                                   | 87’                                                                 |
| 26-3-2024                                                           | Ashgabat                                                            | Turkmenistan                                                        | 0 – 1                                                               | Iran                                                                | Qual. Mondiali 2026                                                 | -                                                                   | 90+1’                                                               |
| Totale                                                              |                                                                     | Presenze                                                            | 65                                                                  |                                                                     | Reti                                                                | 6                                                                   |                                                                     |

## Palmarès

### Club

#### Competizioni nazionali
- Campionato iraniano: 1

Persepolis: 2016-2017
- Coppa d'Iran: 1

Esteghlal: 2024-2025